# Kyōko Okazaki
Kyōko Okazaki (岡崎 京子 Okazaki Kyōko?,  Setagaya, Tokio, Japón, 13 de diciembre de 1963) es una dibujante de manga japonesa. Su estilo se enfoca en temáticas de la vida moderna de Japón entre los años 1980 y 1990.

## Carrera
Mientras estudiaba en el Colegio Atomi la artista debutó en la revista Cartoon Burikko, tras graduarse publicó Virgin, su primer manga en 1985; también fue colaboradora del manga Tokyo Girls Bravo publicado en la revista CUTIE, una revista de moda japonesa para adolescentes.

## Obras
- Virgin (バージン Bājin?) 1985, Byakuyashobou[5]

- Second Virgin (セカンド バージン Sekando Bājin?) 1986, Futabasha[6]

- Boyfriend Is Better (ボーイフレンド is ベター Bōifurendo Izu betā?) 1986, Hakusensha[7]

- Taikutsu ga Daisuki (退屈が大好き?) 1987, Kawadeshoboshinsha[8]

- Take It Easy (テイクイットイージー Teikuittoījī?) 1989, Sony Magazine[9]

- Kuchibiru kara Sandanjuu (くちびるから散弾銃?) 1987, Kodansha[10]

- Jioramabōi panoramagāru (ジオラマボーイ パノラマガール?) 1989, Takarajimasha[11]

- Pink (ピンク?) 1989, Magazine House[12]

- Chocola na Kimochi (ショコラな気持ち?) 1990, Fusousha[13]

- Tokyo Girls Bravo (東京ガールズブラボー Tōkyō gāruzuburabō?) 1993, Takarajimasha[14]

- Helter Skelter 2003, Shodensha[15]

- Okazaki Kyoko Mikan Sakuhinshu Mori (崎京子未刊作品集　森 Bājin?) 2011, Shodensha[16]

- Rarities (レアリティーズ?) 2015, Heibonsha[17]